# 特勒辛费尔德
特勒辛费尔德（德語：Theresienfeld），奥地利下奥地利州维也纳新城城郊县的一个市镇。总面积11.42平方公里，总人口2703人，人口密度236.7人/平方公里（2005年）。